# Tara (montagne)
Pour les articles homonymes, voir Tara.
Les monts Tara (en serbe : Масив планине Таре ou Masiv planine Tare) sont un massif montagneux situé à l'ouest de la Serbie, le long de la frontière avec la république serbe de Bosnie, Bosnie-Herzégovine. Ce massif appartient à la chaîne des Alpes dinariques. Le point culminant de l'ensemble est le mont Kozji rid, qui s'élève à 1 591 m,, suivi du mont Zborište (1 544 m). En 1981, une grande partie de ce massif a été transformée en parc national.

## Géographie

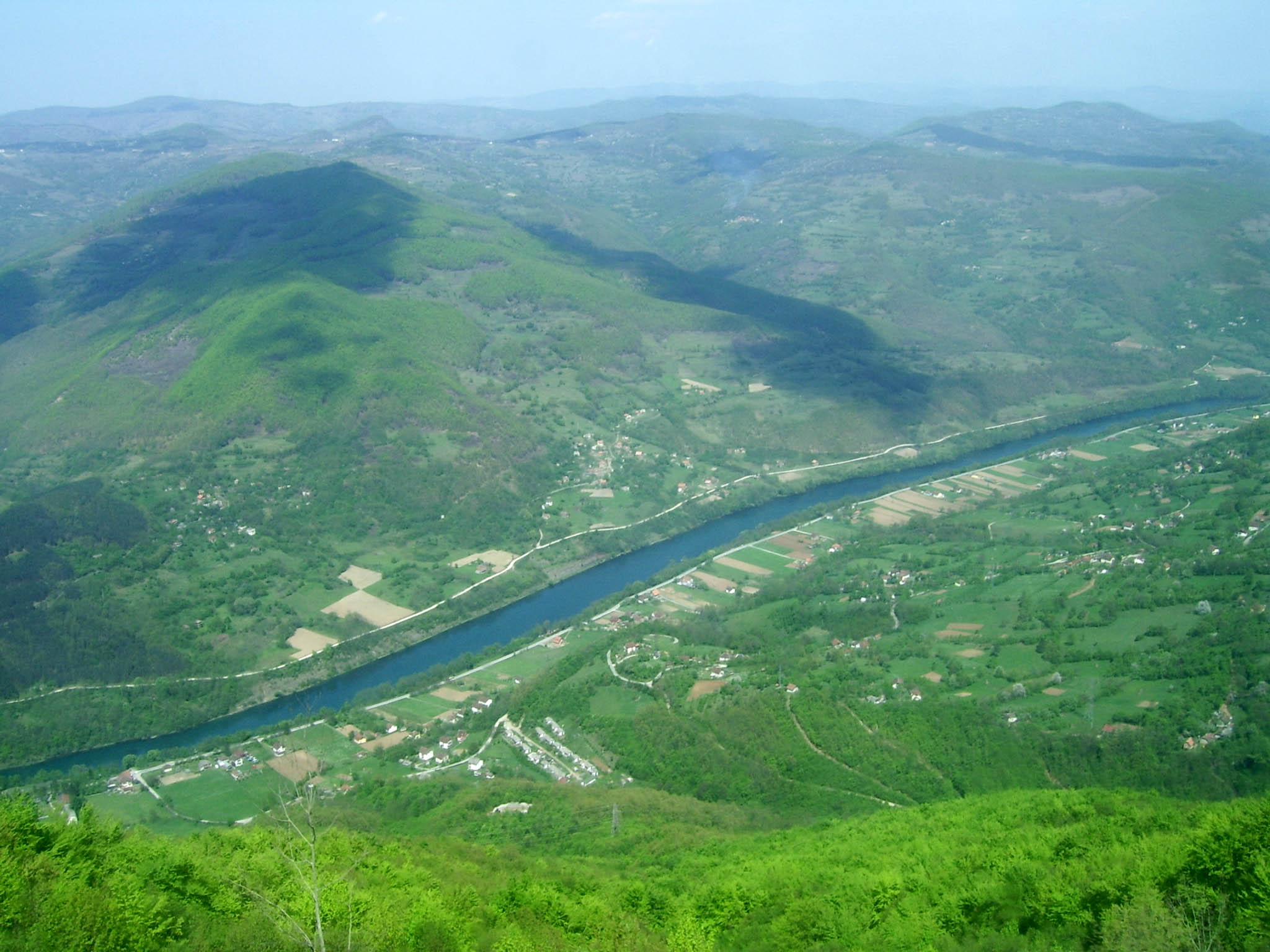
Les monts Tara et la Drina

### Situation
Les monts Tara sont situés à l'ouest de la Serbie, le long de la Drina et de la frontière avec la Bosnie-Herzégovine. Ils s'étendent au sud-ouest de la ville de Bajina Bašta et à l'ouest de la ville d'Užice. La rivière Đetinja, un affluent de la Zapadna Morava qui coule au sud du massif, marque la limite entre les monts Tara et les monts voisins de Zlatibor.

### Topographie
Le point culminant du massif est le mont Kozji rid, qui s'élève à 1 591 m. Le massif de Tara comprend les sommets suivants, :
| Sommet                    | Altitude (en mètres) |
| ------------------------- | -------------------- |
| Kozji rid                 | 1 591                |
| Zborište                  | 1 544                |
| Smiljevac (Smiljevo brdo) | 1 445                |
| Carevića Vis              | 1 426                |
| Bukova Glava              | 1 391                |
| Vis                       | 1 326                |
| Velika Glavica            | 1 275                |
| Crni Vrh                  | 1 261                |
| Borjak                    | 1 210                |
| Visoka Glavica            | 1 175                |
| Golubac                   | 1 183                |
| Borova Glava              | 914                  |

Le petit massif voisin de Zvijezda est parfois considéré comme un prolongement des monts Tara. Il est en partie intégré dans le parc naturel des monts Tara.

### Géologie
La plus grande partie des monts Tara est composée de roches carbonacées qui forment un relief karstique, avec des puits, des grottes, des sources et des vallées sèches.

### Hydrographie

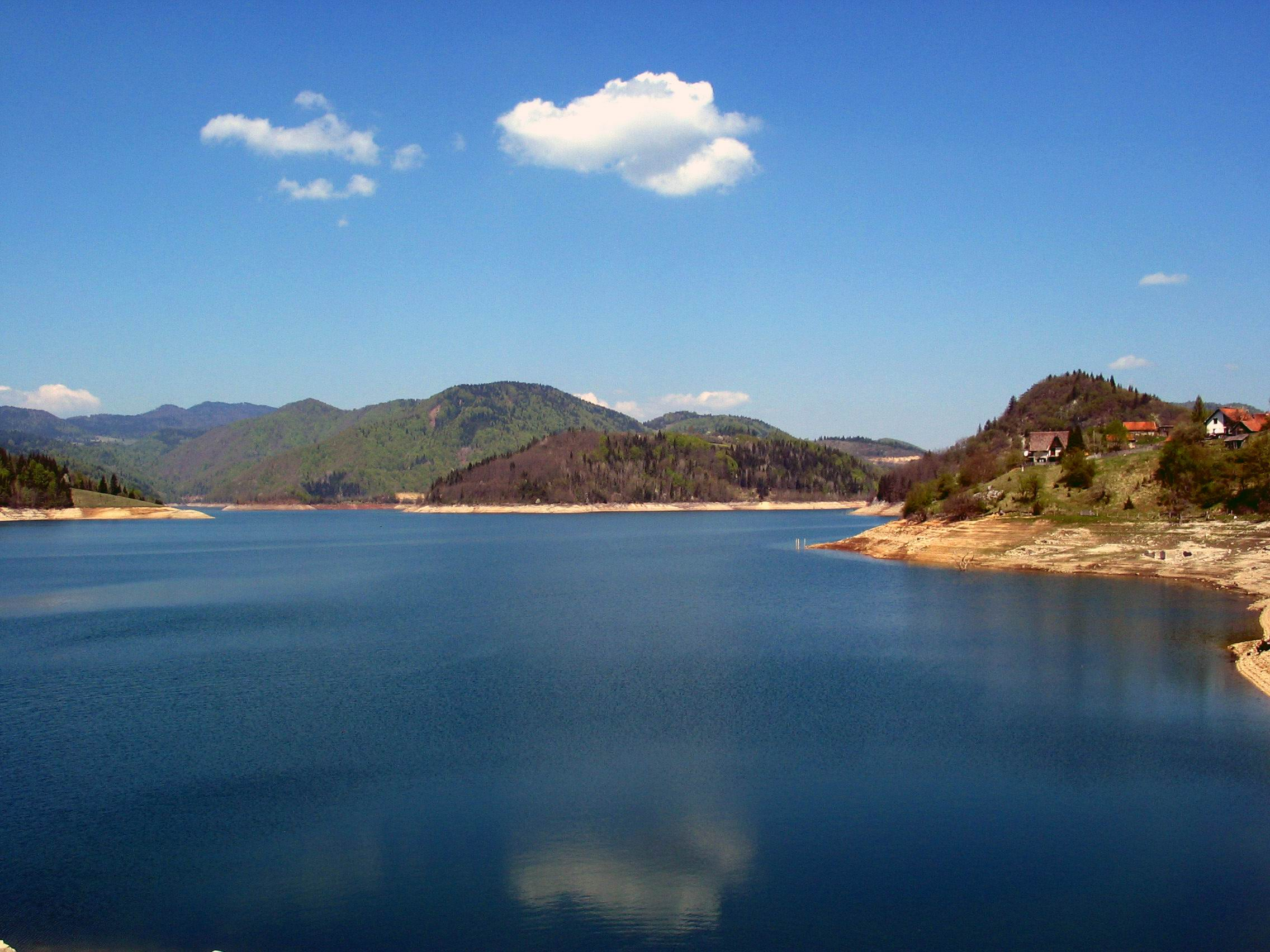
Le lac de Zaovine

La Drina est la rivière principale du massif de Tara, qui, à sa bordure, forme une série de gorges. Tara est étalement parcourue par des rivières comme la Brusnica ou la Derventa, qui, elles aussi, coulent dans des vallées encaissées. On y trouve également d'autres petites rivières comme la Rača, la Pilica, le Crveni potok, le Bilo ou la Crvena stena. Le Vrelo, qui coule à Tara, est le plus petit cours d'eau de Serbie ; il est surnommé « la rivière d'un an » parce qu'il mesure 365 m. En raison du relief accidenté, les rivières forment de nombreuses chutes d'eau, comme celle Veliki Skakavac (en serbe cyrillique : Велики Скакавац водопад), la plus importante du secteur. Elle est située sur le cours du Beli Rzav, le « Rzav blanc », un des bras du Rzav de Zlatibor, qui, lui-même, est un affluent droit de la Drina ; elle tombe sur une hauteur de 15 mètres. Le massif comporte aussi de nombreuses sources. Celle de Perućac donne naissance au Vrelo ; celle de Lađevac, dans les gorges de la Rača, est célèbre pour ses eaux aux vertus thérapeutiques.
Le massif possède également deux lacs importants. Le lac de Perućac, à l'extrême nord de Tara, a été créé par la construction d'un barrage sur la Drina ; situé à une altitude de 290 m, il s'étend sur 12,4 km2 et ses eaux atteignent une profondeur de 70 m. Le lac de Zaovine est lui aussi un lac artificiel, formé à la suite de la construction d'un barrage sur le Beli Rzav ; célèbre pour ses eaux couleur émeraude, il est situé à 892 m d'altitude et couvre une superficie de 15 km2, avec une profondeur qui peut atteindre 80 m.

### Climat
Le massif sert de zone de contact entre des vents chauds venus du sud et des vents froids venus du nord. Tara se caractérise ainsi par un climat continental modéré, avec des étés modérément chauds, des hivers marqués et des automnes aux températures plus clémentes que celles du printemps. Les étés y sont ensoleillés et la neige est abondante en hiver. La température moyenne annuelle, relevée à la station météorologique de Mitrovac, située à 1 082 m d'altitude, est de 5 °C ; tandis que la moyenne annuelle des précipitations est de 977,3 mm. L'humidité augmente avec l'altitude : les environs de Bajina Bašta sont subhumides, les environs de Perućac classés entre subhumides et humides ; Kaluđerske Bare est une zone humide et le secteur de Mitrovac se caractérise par un climat humide, avec une tendance perhumide.

### Flore et faune

#### Flore

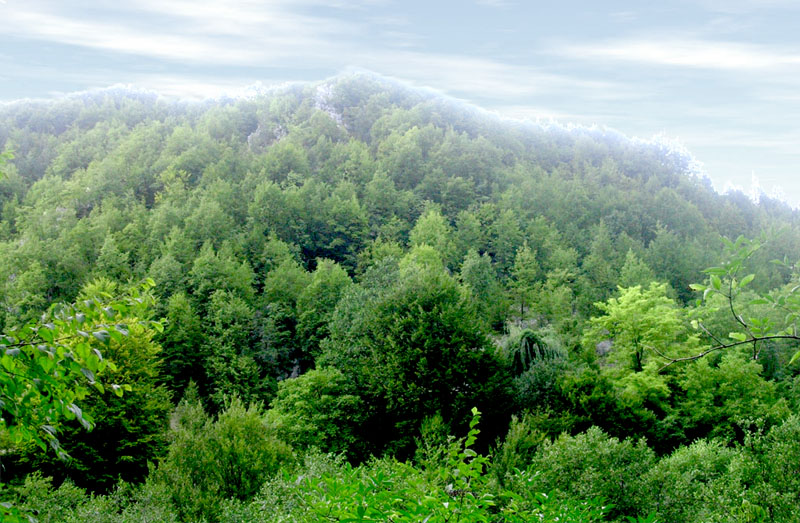
Les forêts des monts Tara

Les trois quarts de Tara sont couverts de forêts qui figurent parmi les mieux préservées d'Europe. Sur le plan de la flore, les monts Tara abritent des pins, des sapins, des mélèzes, des hêtres.

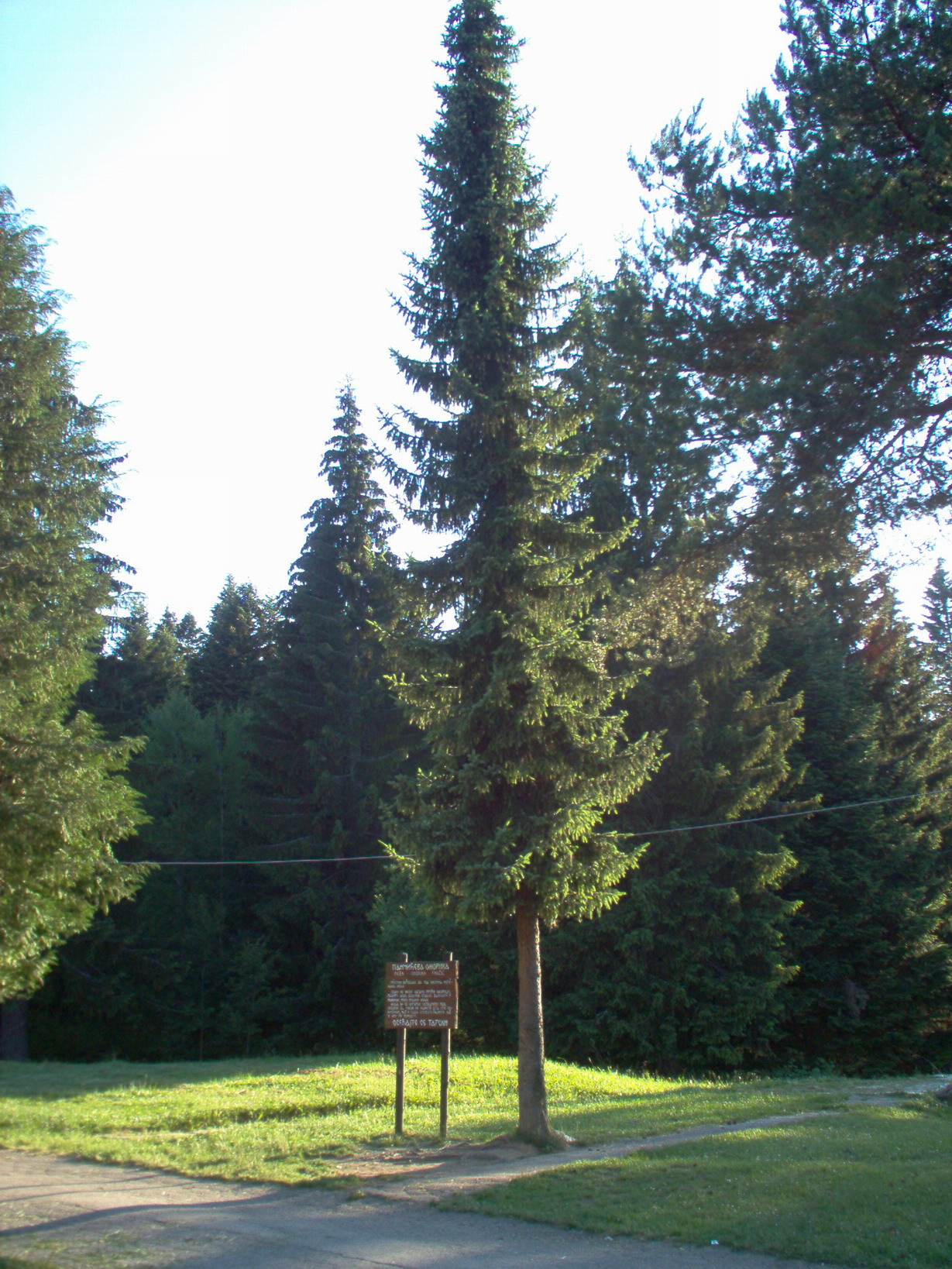
L'épicéa de Serbie (Picea osmorika)

À proximité du lac de Zaovine, le botaniste serbe Josif Pančić a découvert une espèce rare d'épicéa, endémique à la vallée de la Drina, à laquelle il a donné le nom de Picea omorika, l'épicéa de Serbie ; cet arbre est également connu sous le nom de pančićeva omorika (en serbe cyrillique : панчићева оморика) et il peut atteindre des hauteurs considérables. En raison de son importance scientifique, l'épicéa de Serbie a été placé sous la protection de l'État. En tout, environ 600 espèces de plantes ont été répertoriées dans les parages de ce lac, dont 15 sont protégées en raison de leur rareté. Parmi celles-ci figure l'Edelweiss pied-de-lion (Leontopodium alpinum). Le parc abrite également plus de 1 000 espèces de fleurs, comme des violettes et des narcisses.

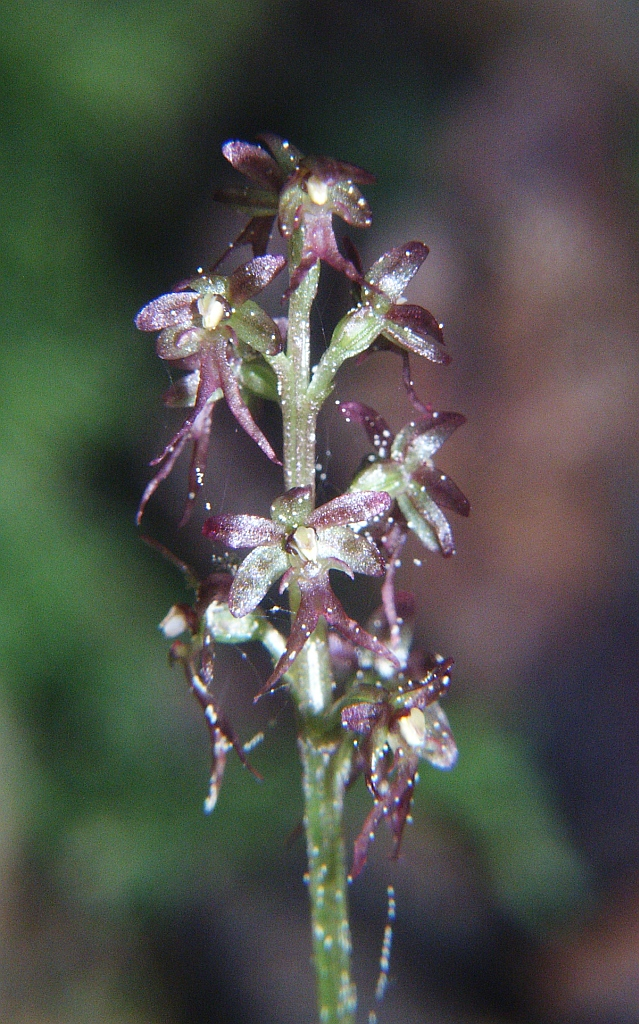
La listère cordée

Parmi les espèces paléoendémiques du secteur, outre Picea omorika, poussent Centaurea derventana, Potentilla visianii, l'ancolie mauve (Aquilegia grata), Edraianthus graminifolius, Gypsophila spergulifolia, Osnoma stellulata, ainsi que la seule espèce du genre Halacsya répertoriée, Halacsya sendtneri. On y rencontre aussi Cephalaria pastricensis, Haplophyllum boissieranum, Daphne blagayana, ou encore une espèce d'érable, Acer heldreichii, l'« érable des Balkans ». Le massif de Tara abrite également un certain nombre d'espèces endémiques ou subendémiques, comme Euphorbia subhastata, Eperua glabriflora, Satureja subspicata, une herbacée du genre Cerastium (Cerastium decalvans), Moehringia bavarica ou une espèce d'épiaire (Stachys anisochila). Dans ce même domaine, on peut encore signaler Thymus jankae, la gentiane des Alpes dinariques (Gentiana dinarica) ou encore la corydale jaunâtre (Pseudofumaria alba), Potentilla mollis, Silene monachorum ou Pedicularis heterodonta. D'autres plantes encore croissent dans le massif, comme l'œillet de pierre (Dianthus petraeus) et l'œillet des rochers (Dianthus sylvestris papillosus), ou encore des genêts (Genista friwaldskyana), du lin (Linaria rubioides), des arabettes (Arabis procurrens), Verbascum bosnense et des pois de senteur (Lathyrus binnatus).
Cette région, riche en plantes de toutes sortes, abrite aussi des espèces d'arbres et d'arbustes comme l'if (Taxus baccata), le houx (Ilex aquifolium), le noyer (Juglans regia), le charme-houblon (Ostrya carpinifolia), une espèce d'arbre appelée Staphylea pinnata ou encore la lauréole (Daphne laureola), Ruscus hypoglossum et le fragon faux houx (Ruscus aculeatus). La bruyère des Alpes (Erica herbacea), la spirée (Spirea cana), Waldsteina ternata, l'asaret d'Europe (Asarum europaeum), la cardamine (Cardamine waldsteinii) se trouvent sur le massif ; on y rencontre également la pivoine (Paeonia officinalis) et, notamment, la pivoine sauvage (Paeonia corallina), la saxifrage (Saxifraga marginata) et le chèvrefeuille des Alpes (Lonicera alpigena). D'autres herbacées sont représentées dans le secteur, comme la goodyère rampante (Goodyera repens), ainsi que des espèces d'orchidée, comme la racine de corail (Corallorhiza trifida) ou encore la listère cordée (Listera cordata).
Les monts Tara sont également intéressants pour leurs 251 espèces de champignons, parmi lesquelles figurent des espèces vénéneuses comme l'amanite phalloïde (Amanita phalloides) et l'amanite tue-mouches (Amanita muscaria).

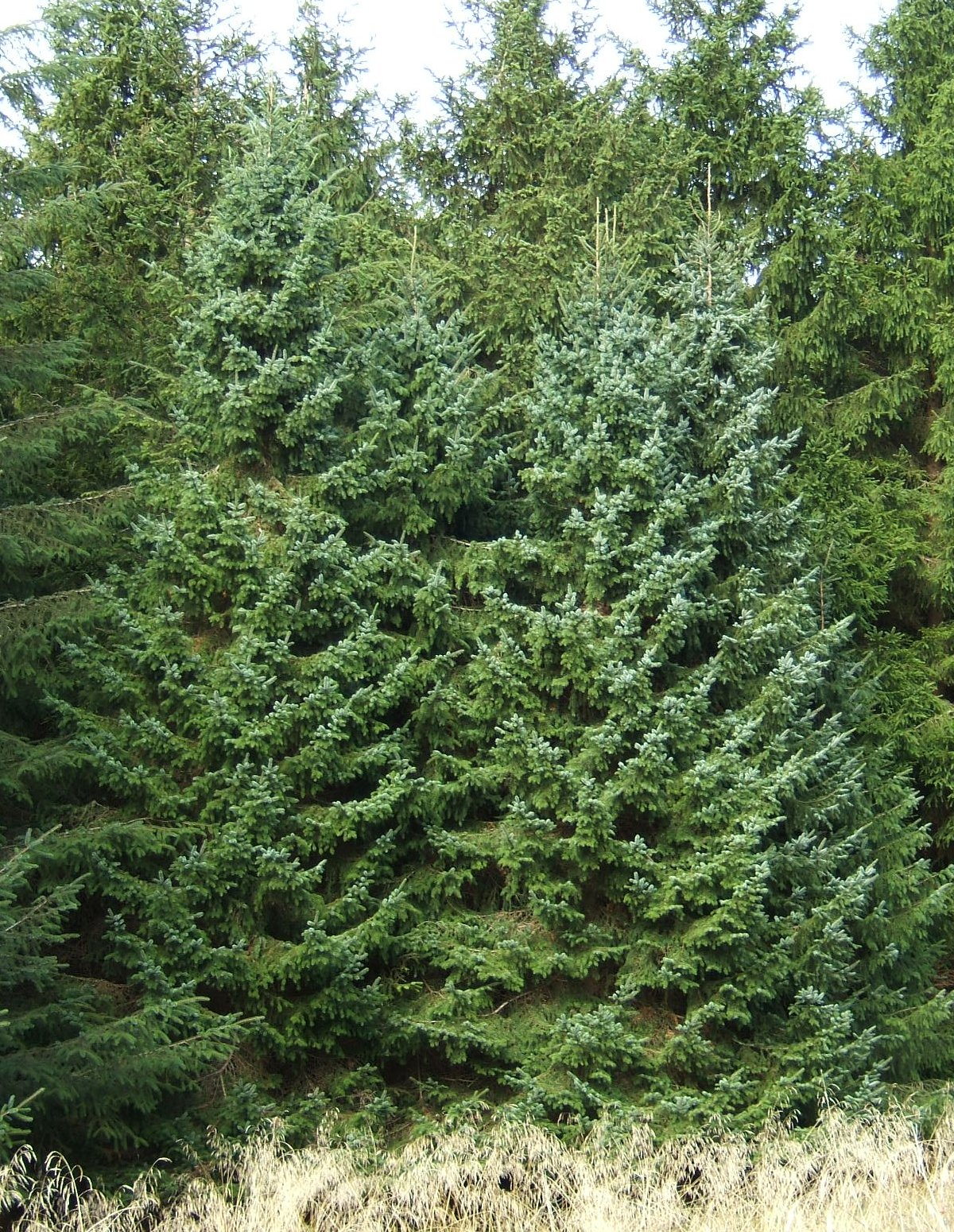
Picea omorika, une espèce endémique rare des monts Tara
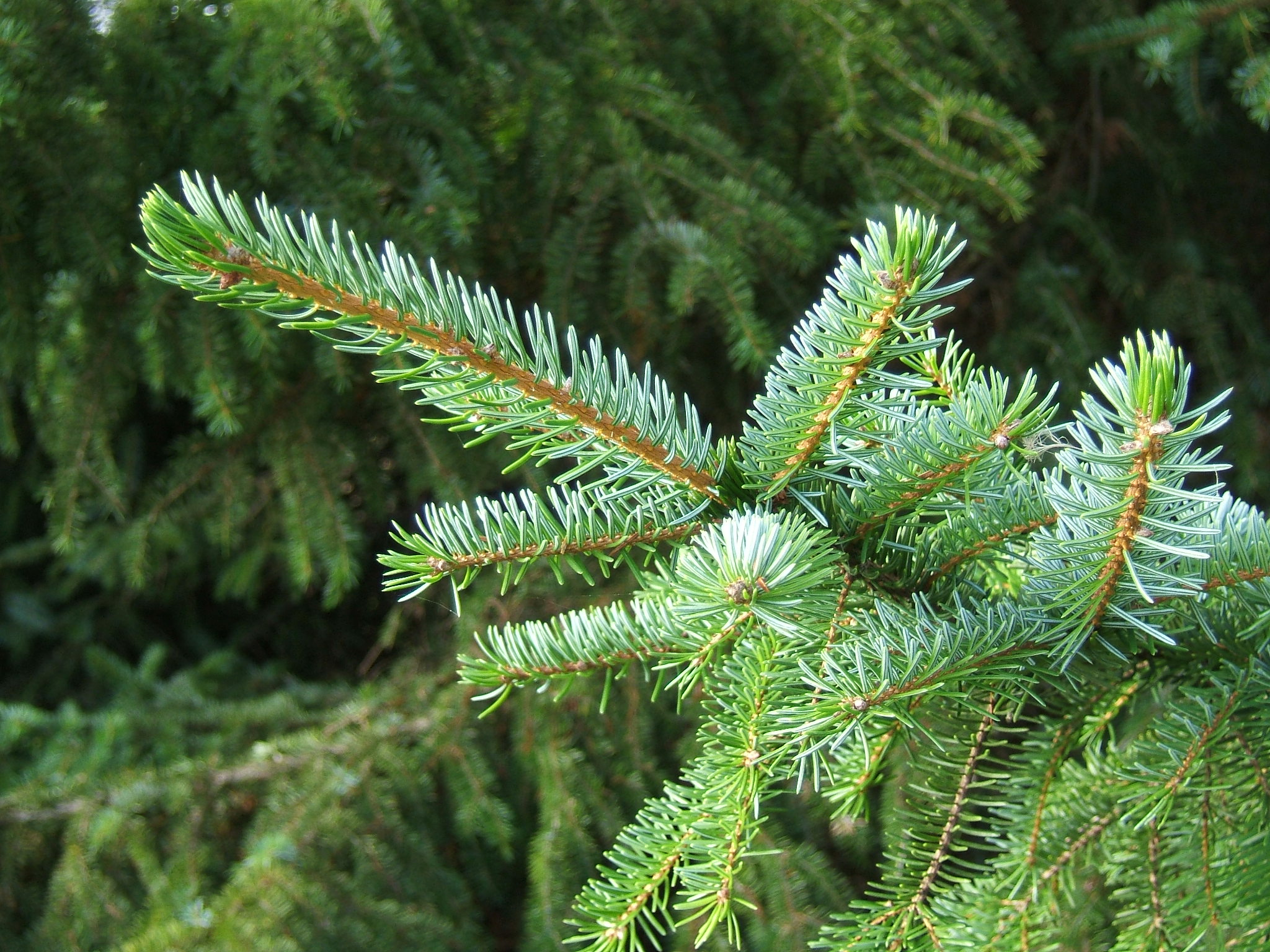
Branche de Picea omorika
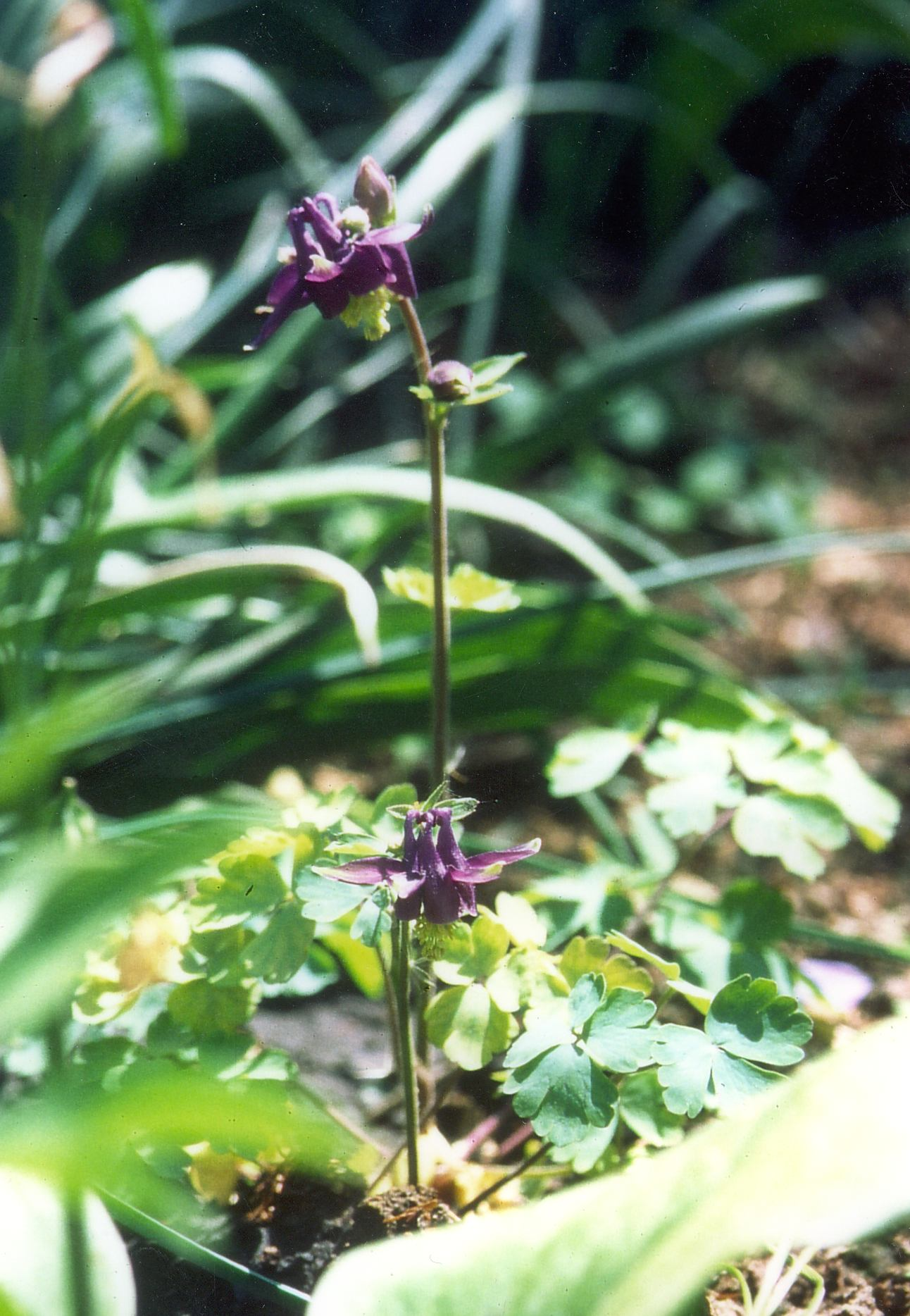
L'ancolie mauve, une espèce endémique des Alpes dinariques
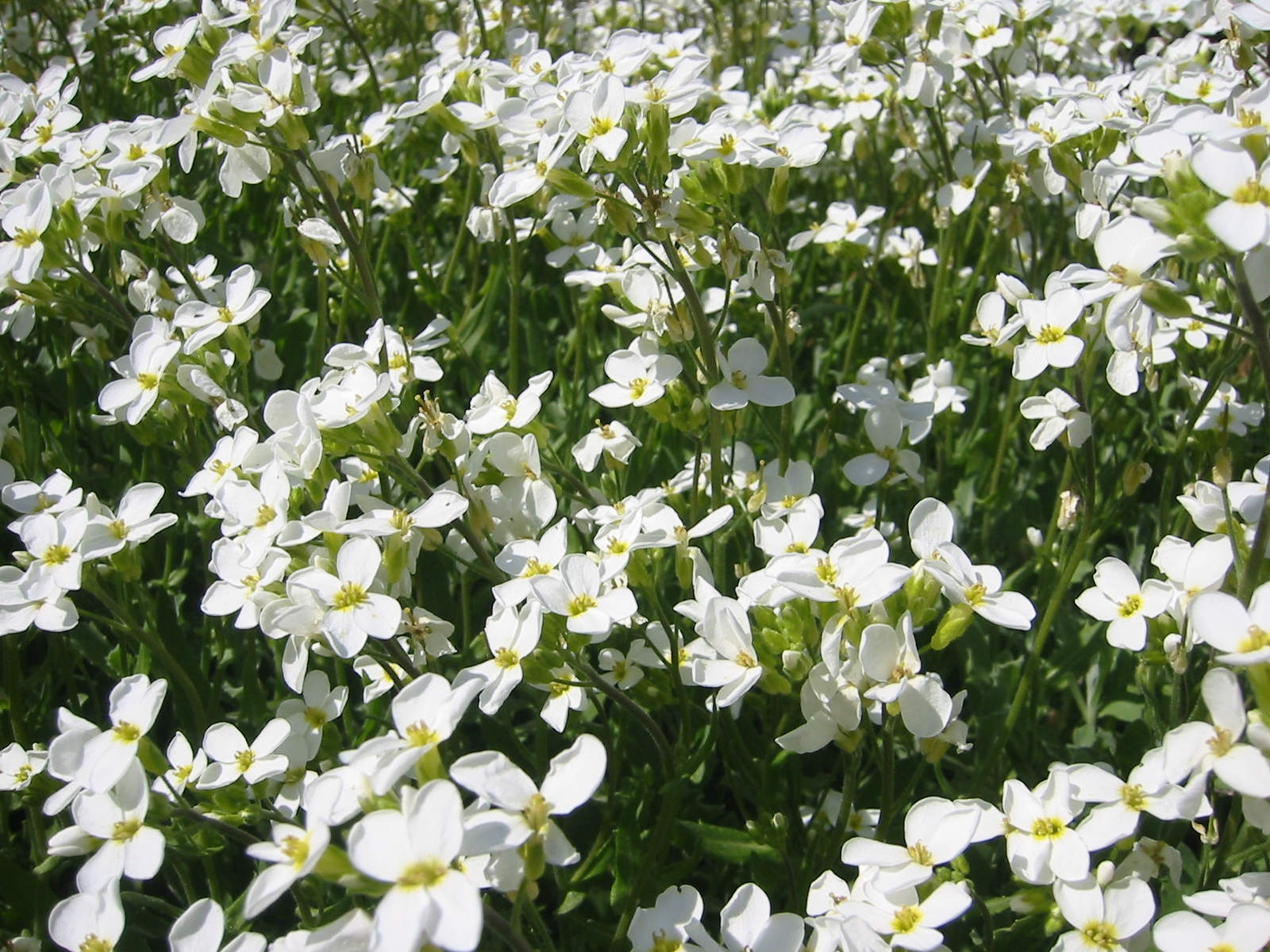
Des arabettes de l'espèce Arabis procurrens
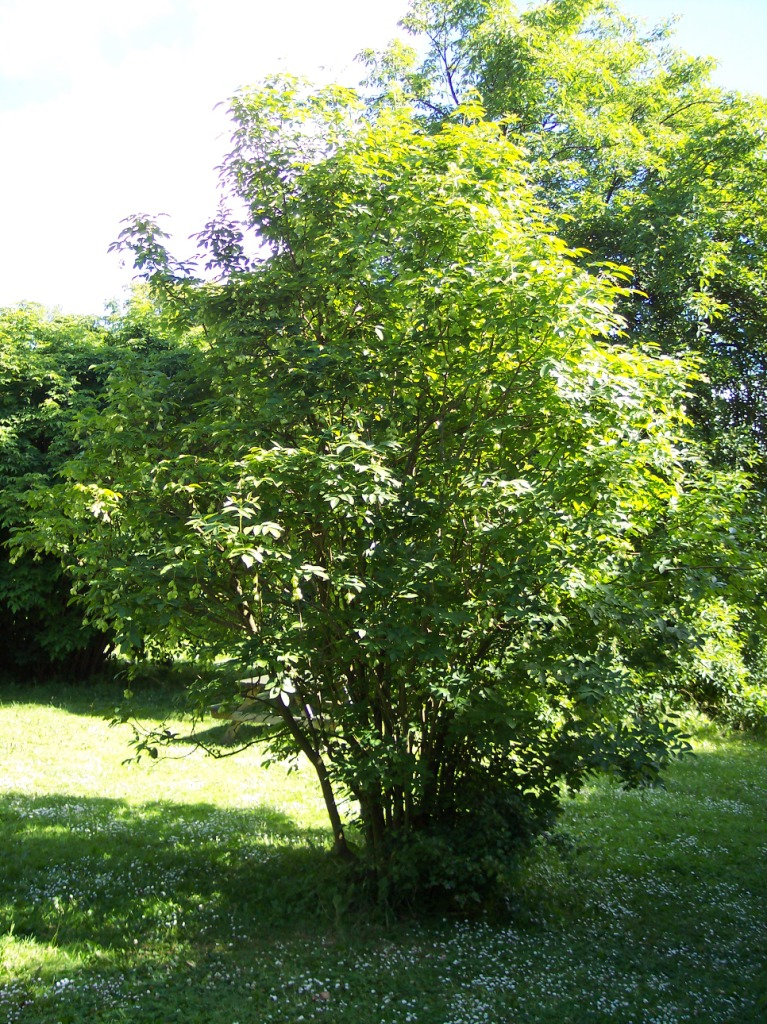
Staphyllea pinnata
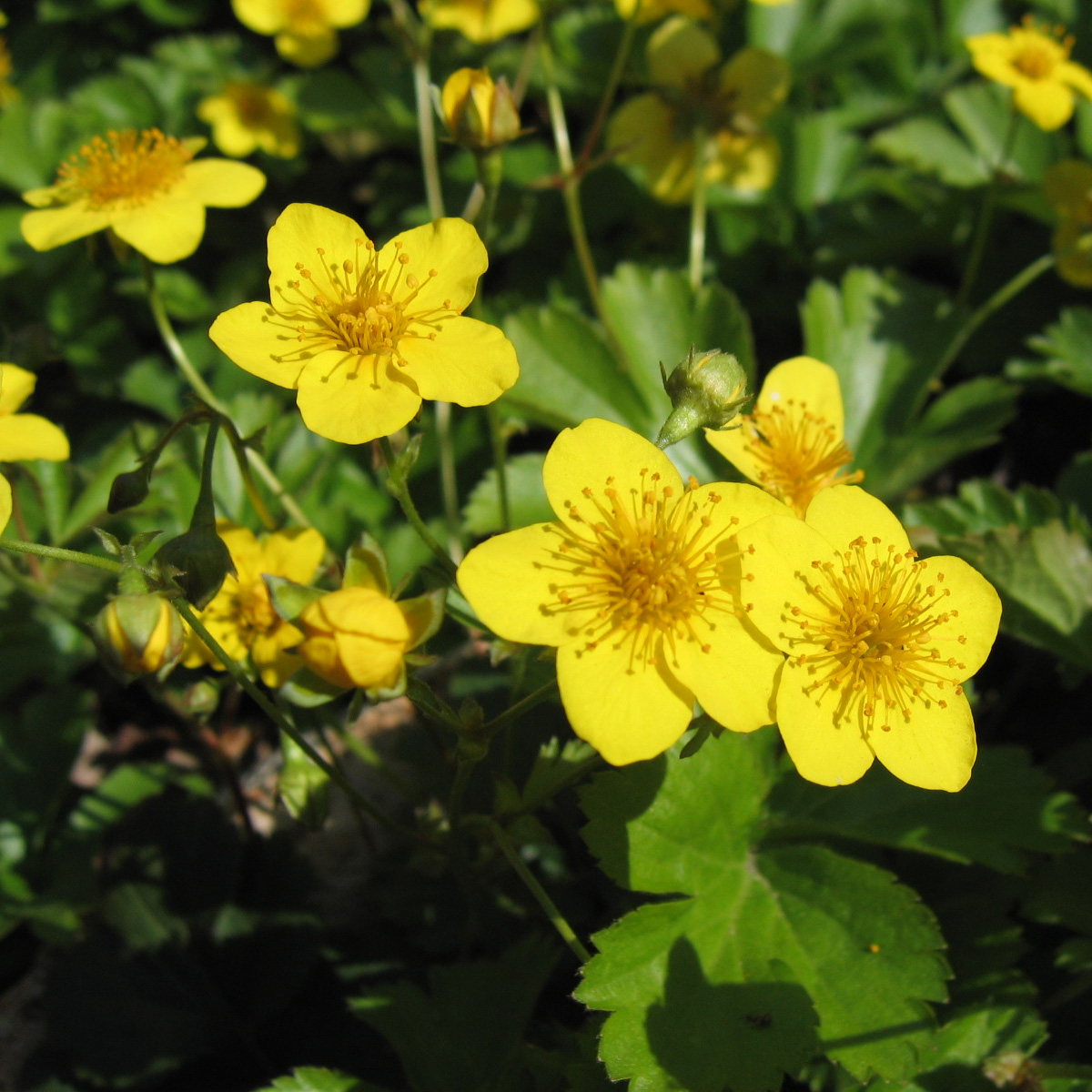
La Waldsteinia ternata
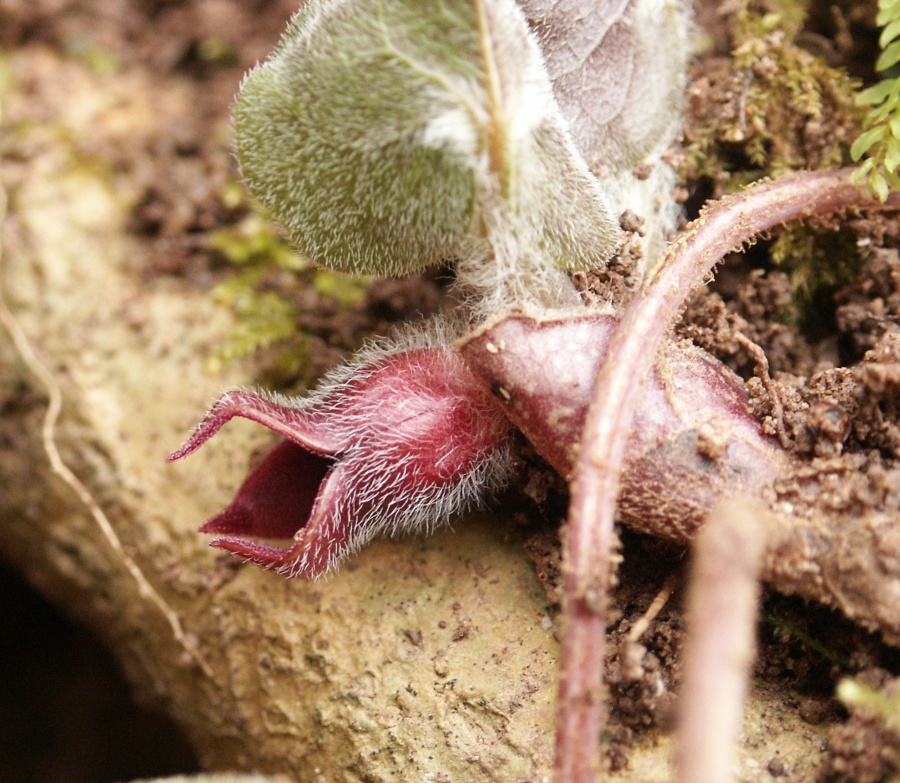
L'asaret d'Europe
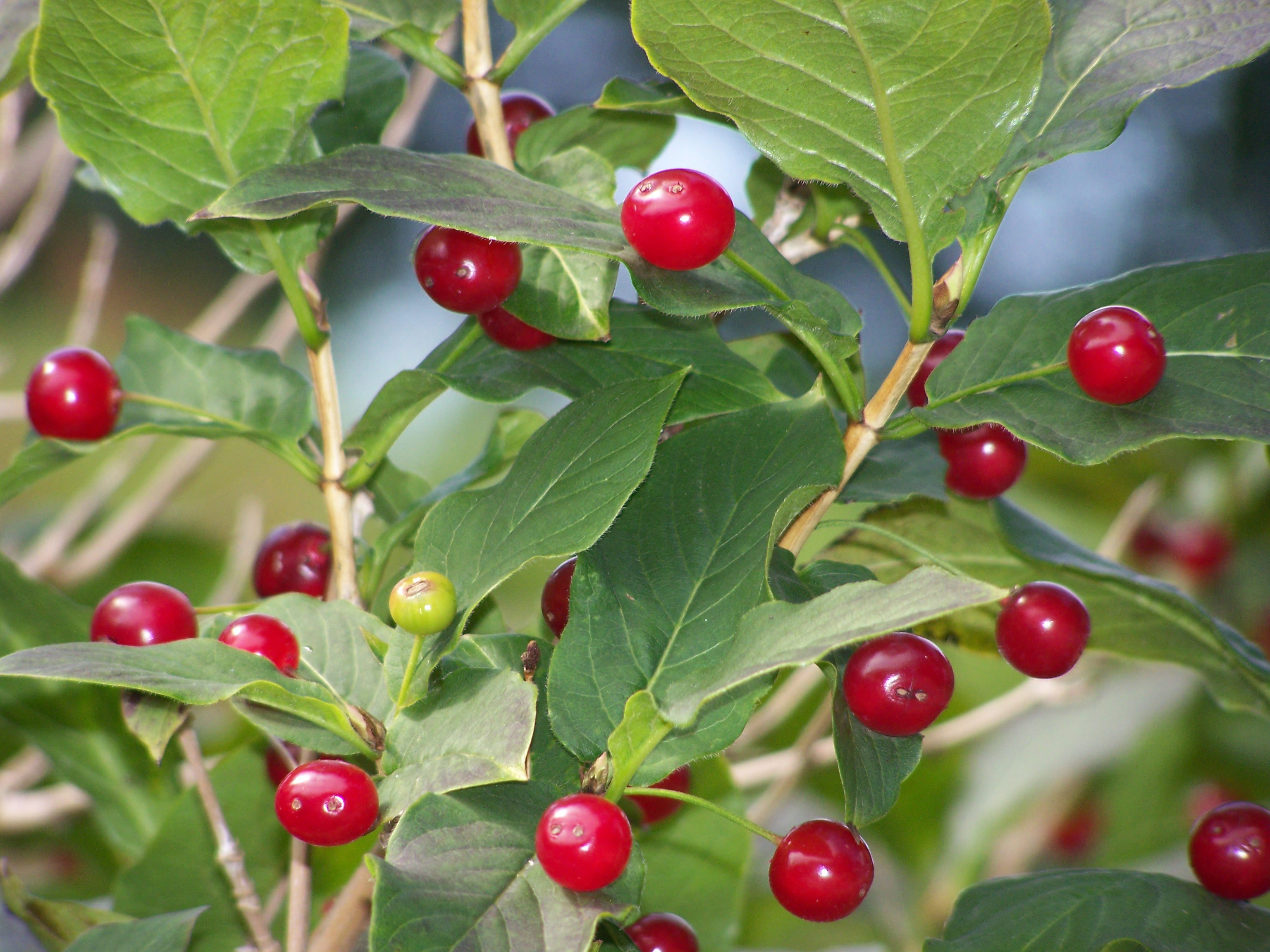
Le chèvrefeuille des Alpes (Lonicera alpigena)

#### Faune

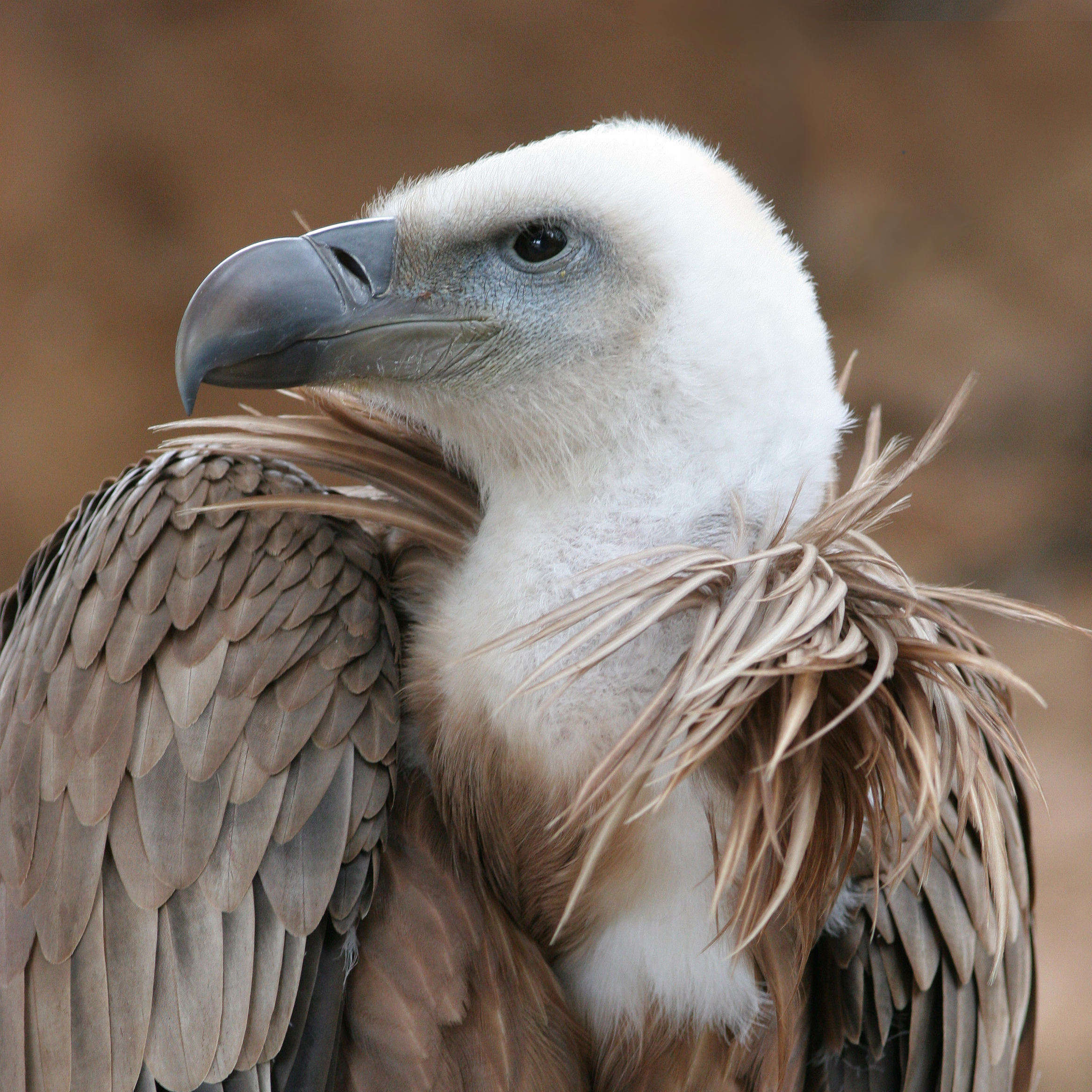
Le vautour fauve

Sur le plan de la faune, les monts Tara sont peuplés par diverses espèces d'animaux sauvages. On y compte environ 53 espèces de mammifères, dont l'ours brun (Ursus arctos), le chamois (Rupicapra rupicapra), le chevreuil (Capreolus capreolus), le sanglier (Sus scrofa), ou encore la loutre (Lutra lutra) et le hérisson. Parmi les mammifères prédateurs vivent le lynx (Lynx), le chat sauvage (Felis silvestris), le loup (Canis lupus) et le renard.
Environ 153 espèces d'oiseaux nichent dans le parc, de façon permanente ou temporaire. Parmi les espèces les plus importantes figurent le faucon pèlerin (Falco peregrinus), l'aigle royal (Aquila chrysaetos), le petit-duc scops (Otus scops), le pic vert (Picus viridis), le pic cendré (Picus canus) ou le rouge-queue à front blanc (Phoenicurus phoenicurus). On peut encore y rencontrer le vautour fauve (Gyps fulvus), le hibou grand-duc (Bubo bubo) ou encore le tétras lyre (Lyrurus tetrix). Le râle des genêts (Crex crex) est également présent dans le secteur.

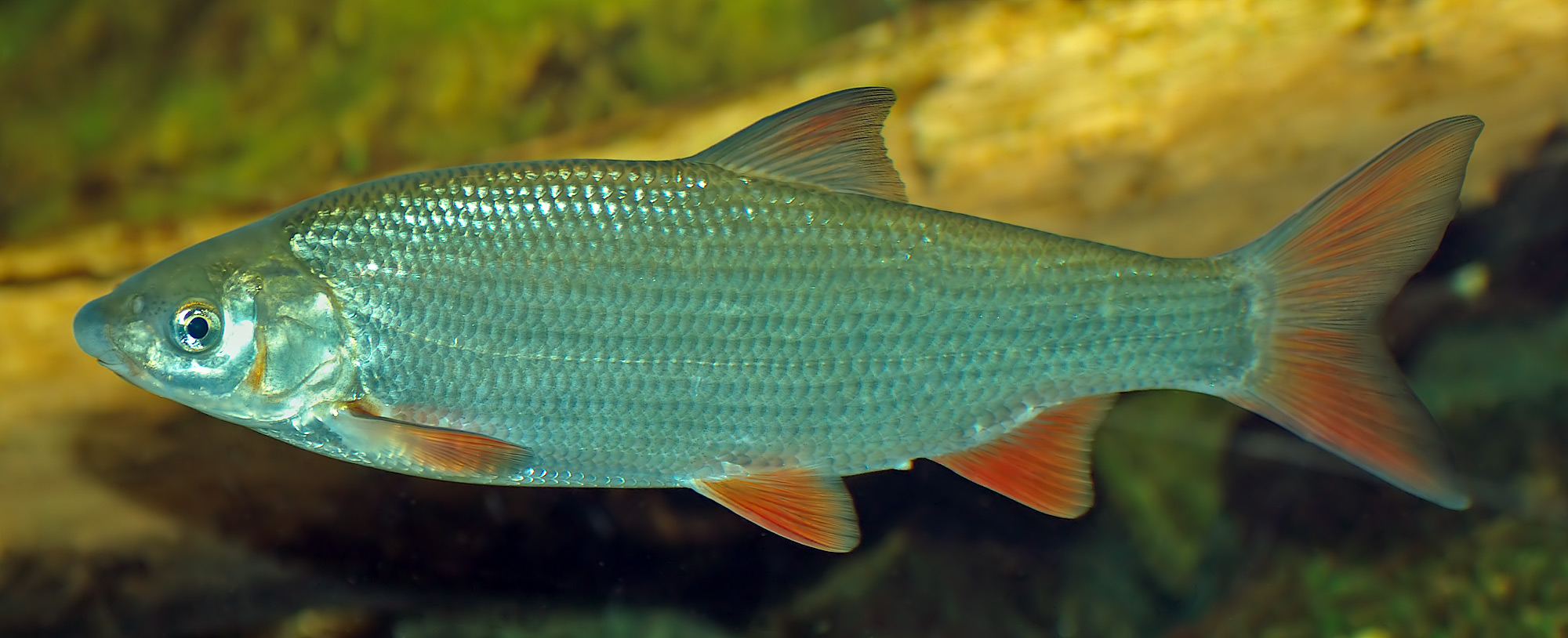
Le hotu

Environ 40 espèces de poissons sont représentées dans les monts, et particulièrement dans la Drina. On y rencontre notamment plusieurs espèces de salmonidés, comme la truite fario (Salmo trutta fario), le saumon d'eau douce (Hucho hucho), et la truite arc-en-ciel (Salmo gairdneri irideus ou Oncorhynchus mykiss), qui toutes trois font partie de la sous-famille des Salmoninae, ou bien encore l'ombre commun (Thymallus thymallus), qui appartient à la sous-famille des Thymallinae. On rencontre une vingtaine d'espèces appartenant à la famille des cyprinidés, dont le hotu (Chondrostoma nasus), la chevesne (Leuciscus cephalus), l'ide mélanote (Leuciscus idus), le barbeau (Barbus barbus), le gardon (Rutilus rutilus), le gardon galant (Rutilus pigus), le rotengle (Scardinius erythrophthalmus) la brème commune (Abramis brama), la brème bleue (Abramis ballerus) et la vimbe (Vimba vimba) ; dans cette même famille de poissons, on trouve aussi la tanche (Tinca tinca), le goujon (Gobio gobio), l'ablette (Alburnus alburnus), la carpe amour (Ctenopharyngodon idella) et l'aspe (Aspius aspius). Parmi les percidés, figurent la perche commune (Perca fluviatilis), la grémille (Gymnocephalus cernuus), deux espèces du genre Zingel, Zingel zingel et Zingel streber, et le sandre (Sander lucioperca). La famille des Esocidae est représentée par le brochet (Esox Lucius), celle des Centrarchidae par le crapet-soleil (Lepomis gibbosus), celle des siluridés par le silure glane (Silurus glanis), celle des Cobitidae, par la loche d'étang (Misgurnus fossilis) et la loche de rivière (Cobitis taenia). Deux autres familles de poissons sont également présentes dans la Drina, celle des Acipenseridae, communément appelés esturgeons, avec le sterlet (Acipenser ruthenus), et celle des Gadidae, avec la lote (Lota lota).
De nombreux insectes vivent à Tara, dont de nombreuses espèces de lépidoptères et de coléoptères. Dans ce dernier groupe figurent Polydrusus mollis, Polydrusus pilosus et Sciaphilus asperatus, appartenant tous trois à la famille des Curculionidae.

### Villes et villages

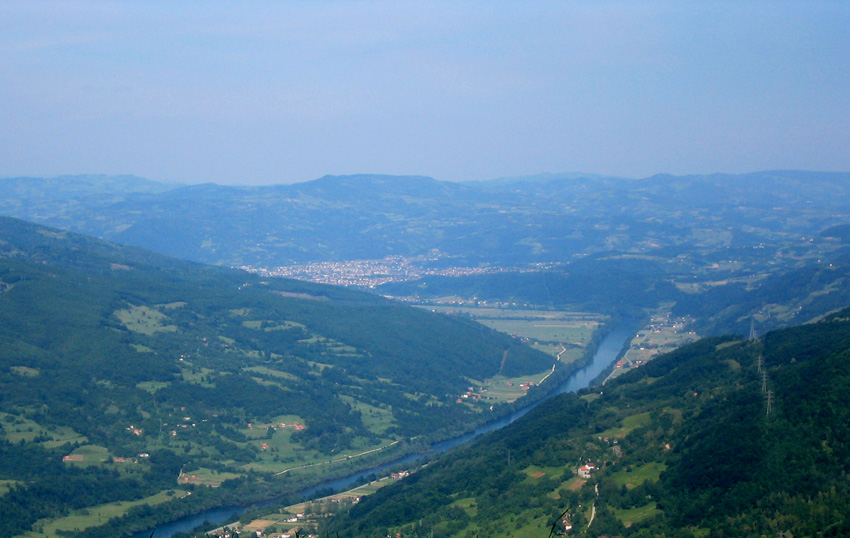
La vallée de la Drina près de Bajina Bašta

Sur le plan administratif, le secteur des monts Tara fait partie de la municipalité de Bajina Bašta. La ville de Bajina Bašta proprement dite se trouve au nord-est du massif et, au recensement de 2002, elle comptait 9 543 habitants ; elle est officiellement classée parmi les « localités urbaines » (en serbe : градско насеље et gradsko naselje). La ville d'Užice, qui compte 54 717 habitants, est située à une quarantaine de kilomètres à l'est de Tara.
Le massif lui-même est très peu densément peuplé. Le village de Rastište, situé sur le Beli Rzav, le « Rzav blanc », compte 473 habitants ; le village de Perućac, au nord des monts, situé sur la Drina, compte 845 habitants et Rača, à l'est, près du monastère du même nom, 672 ; Zaovine, au sud, compte 442 habitants. Toutes ces localités, qui constituent des communautés locales, sont officiellement considérées comme des « villages » (село/selo). D'autres villages comme Beserovina, Zaugline et Konjska Reka se trouvent également sur le massif de Tara. Des localités comme Kaluđerske Bare ou Mitrovac, qui comptent parmi les centres touristiques les plus importants du secteur, sont considérés comme des hameaux et, comme tels, sont administrativement rattachés à des communautés locales plus vastes dont ils sont partie intégrante.

## Histoire
Selon une légende slovène, les monts Tara auraient été choisis comme résidence par le dieu Tarr en raison de leur singulière beauté et c'est d'après ce dieu qu'ils auraient été nommés Tara.
Les archéologues, quant à eux, y ont mis au jour des vestiges datant du néolithique et caractéristiques de la culture de Vinča (entre -3 000 et -6 000 av. J.C.) ainsi que des traces d'un peuplement continu jusqu'à l'âge du fer. Du VIe au IVe siècle av. J.-C., la région fut occupée par la tribu illyrienne des Autariates. La région fit plus tard partie de l'Empire romain, puis de l'Empire byzantin, dont elle constituait, grâce à ses sommets et à ses gorges, une frontière défensive.

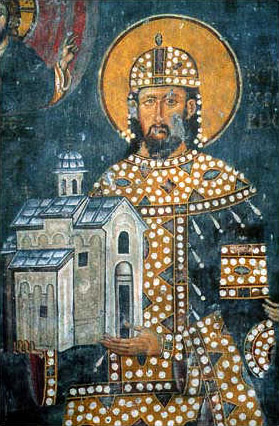
Le roi Stefan Dragutin

Des tribus slaves s'y installèrent aux VIe et VIIe siècles et, au début du XIIIe siècle, Tara fut intégré à l'État serbe de Rascie, devenant la frontière septentrionale de ce pays. Dans la seconde moitié du XIIIe siècle, le roi serbe Stefan Dragutin y fit construire le monastère de Rača, qui prit par la suite une grande importance pour toute la Serbie. À la fin du XIVe siècle, le massif, comme la plus grande partie de l'actuelle Serbie, passa sous le contrôle de l'Empire ottoman. Cependant, pendant toute cette période (XIVe siècle-début du XIXe siècle), le monastère fut réputé pour son scriptorium, qui effectuait des copies de livres religieux ; les moines copistes de Rača sont connus dans la littérature serbe sous le nom de « Račéens », formant ce qu'on appelle aussi l'« école de Rača ». Pendant la domination ottomane, les monts Tara essuyèrent les contre-coups de la guerre austro-turque de 1683-1699. Sous la direction du patriarche de l'Église orthodoxe serbe Arsenije III Čarnojević, les Serbes s'allièrent aux Autrichiens et se révoltèrent. Face à la répression turque, le patriarche Arsenije commanda la Grande migration serbe de 1690. Dans les monts Tara, le monastère de Rača fut incendié et ses moines, emportant les plus précieux de leurs manuscrits, se réfugièrent dans les monastères de la Fruška gora et notamment au monastère de Beočin, dans l'actuelle province serbe de Voïvodine, à l'époque intégrée au royaume de Hongrie. Le monastère ne fut reconstruit qu'en 1795, sous l'impulsion du moine Melentije Stefanović, qui allait devenir un des chefs du Premier soulèvement serbe contre les Turcs (1804-1813), conduisant à l'autonomie puis à l'indépendance du pays vis-à-vis de la Sublime Porte.
La Première Guerre mondiale a affecté la région des monts Tara, située le long de la Drina, qui servait de la frontière entre le royaume de Serbie et l'empire d'Autriche-Hongrie. Pendant la Seconde Guerre mondiale, Tara, comme les monts Zlatibor voisins, tomba sous la domination des nazis. Puis de septembre 1941 à décembre 1941, elle fit partie de l'éphémère république d’Užice, un petit État créé par les Partisans communistes de Tito, avec comme capitale la ville d'Užice. Le 29 novembre 1941 eut lieu la bataille de Kadinjača, où les combattants communistes furent vaincus par les Allemands ; sur le site de cette bataille, situé à l'est de Tara entre Bajina Bašta et Užice, un complexe mémoriel a été construit en 1952 et 1979, pour honorer la mémoire des soldats du Bataillon ouvrier d’Užice,. Pendant la guerre, le monastère de Rača abrita l'Évangile de Miroslav, un manuscrit du XIIe siècle, aujourd'hui conservé au Musée national de Belgrade, inscrit en 2005 sur la liste Mémoire du monde de l'UNESCO,.

## Architecture et monuments

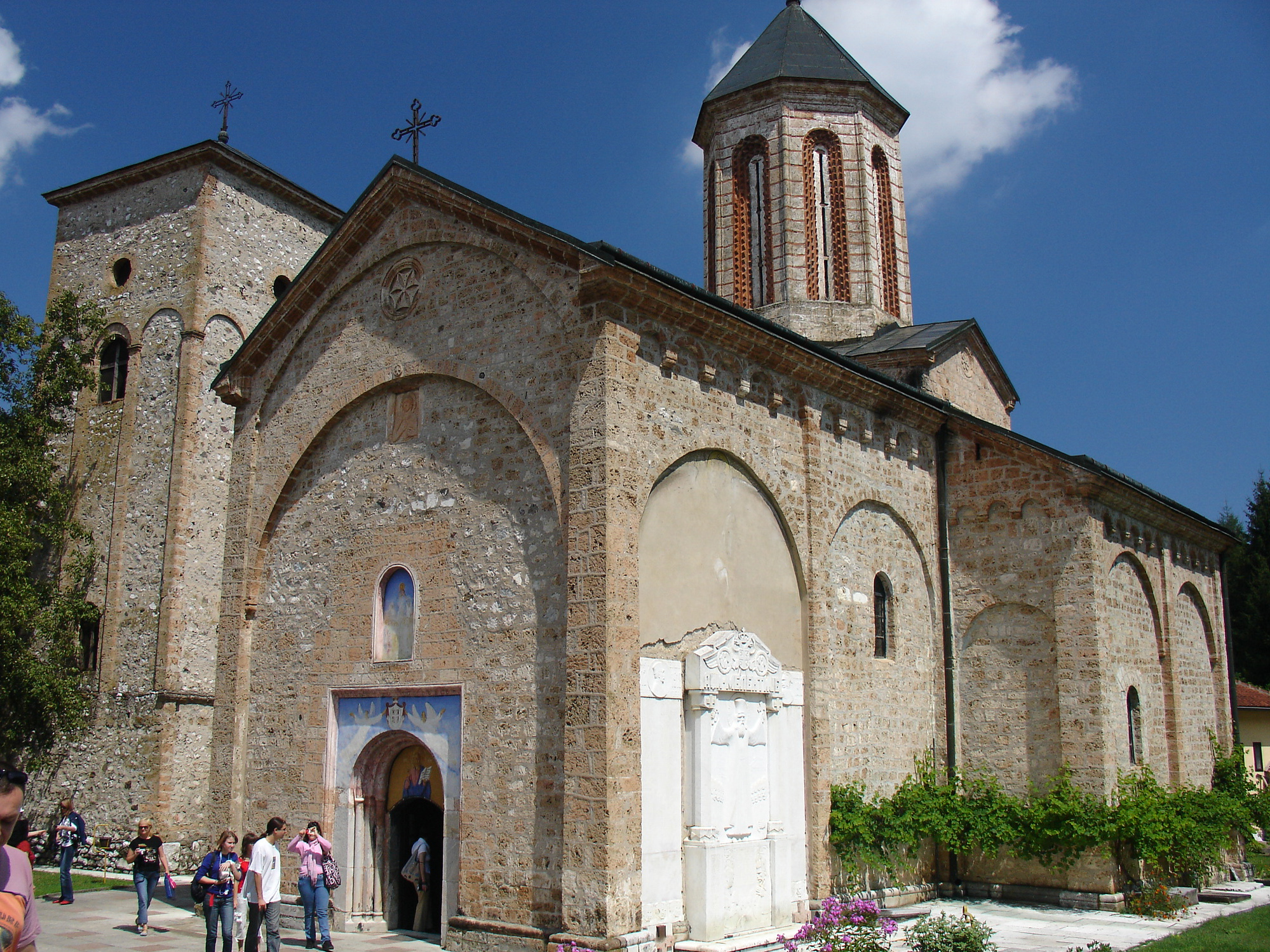
Le monastère de Rača

Quelques sites du massif conservent des vestiges, remontant à l'Empire romain et à l'Empire byzantin, avec des nécropoles situées à Rastište, Zaovine et Perućac.
Les monts Tara conservent également des ruines datant de l'époque médiévale, notamment dans les villages de Zaovine et de Jagoštica. Ils abritent également les vestiges de l'ancienne cité de Solotnik, encore visibles au village de Solotuša ; cette forteresse médiévale était située sur un rocher dominant la rivière Solotuša. D'autres vestiges, moins bien conservés, se trouvent encore à Pilica, Rogačica et Stapari, datant de la dynastie des Nemanjić.
Mais le monument historique le plus important du massif est le monastère de Rača, qui, fondé au XIIIe siècle par le roi Stefan Dragutin, se trouve en bordure du massif de Tara. Rattaché au monastère de Rača, le petit monastère de Manastirski stanovi est de création récente ; il est situé à 2,5 km du centre de Kaluđerske Bare. Le village de Dub, à l'est de Tara, conserve une église en bois construite à la fin du XVIIIe siècle et rénovée en 1828 ; elle abrite quelques icônes.
De nombreuses maisons en bois, avec un soubassement en pierre, se rencontrent un peu partout dans le massif ; construites à la fin du XIXe et au début du XXe siècle, elles présentent une architecture typique de la Serbie du sud-ouest, telle qu'on la trouve également dans le massif voisin de Zlatibor,. Un petit ethnovillage, rassemblant quelques maisons traditionnelles des monts Tara, peut être visité sur la route qui mène de Kaluđerske Bare à Beli Bor.

## Activités

### Infrastructures
On peut accéder aux monts Tara depuis Bajina Bašta, par la route Bajina Bašta - Kaluđerske Bare, et, depuis Perućac via Bajina Bašta, par la route Perućac - Mitrovac et, depuis Kremna, par la route Kremna - Kaluđerske bare. Les routes sillonnant Tara sont d'importance secondaire ; elles franchissent des cols comme ceux de Bukova glava (1 246 m) ou de Golubac (1 057 m). La route la plus importante du secteur est située à la bordure méridionale du massif : il s'agit de la route européenne E761, qui, venant d'Užice, passe à Kremna et qui, s'orientant ensuite vers le sud-ouest, passe à Mokra Gora et Kotroman, avant de rejoindre la ville de Goražde en Bosnie-Herzégovine. La gare ferroviaire la plus proche de Tara est celle de Braneško Polje, qui se trouve à 12 km du massif ; elle est située sur la ligne Belgrade-Bar. L'aéroport le plus proche est celui d'Užice-Ponikve ; gravement endommagé par les bombardements de l'OTAN en Serbie lors de la guerre du Kosovo, il est encore en reconstruction et pourrait rouvrir aux vols civils dans le courant de l'année 2008[réf. nécessaire].
Les gorges de la Drina, quant à elles, sont directement accessibles en bateau, notamment depuis Bajina Bašta.

### Espaces protégés

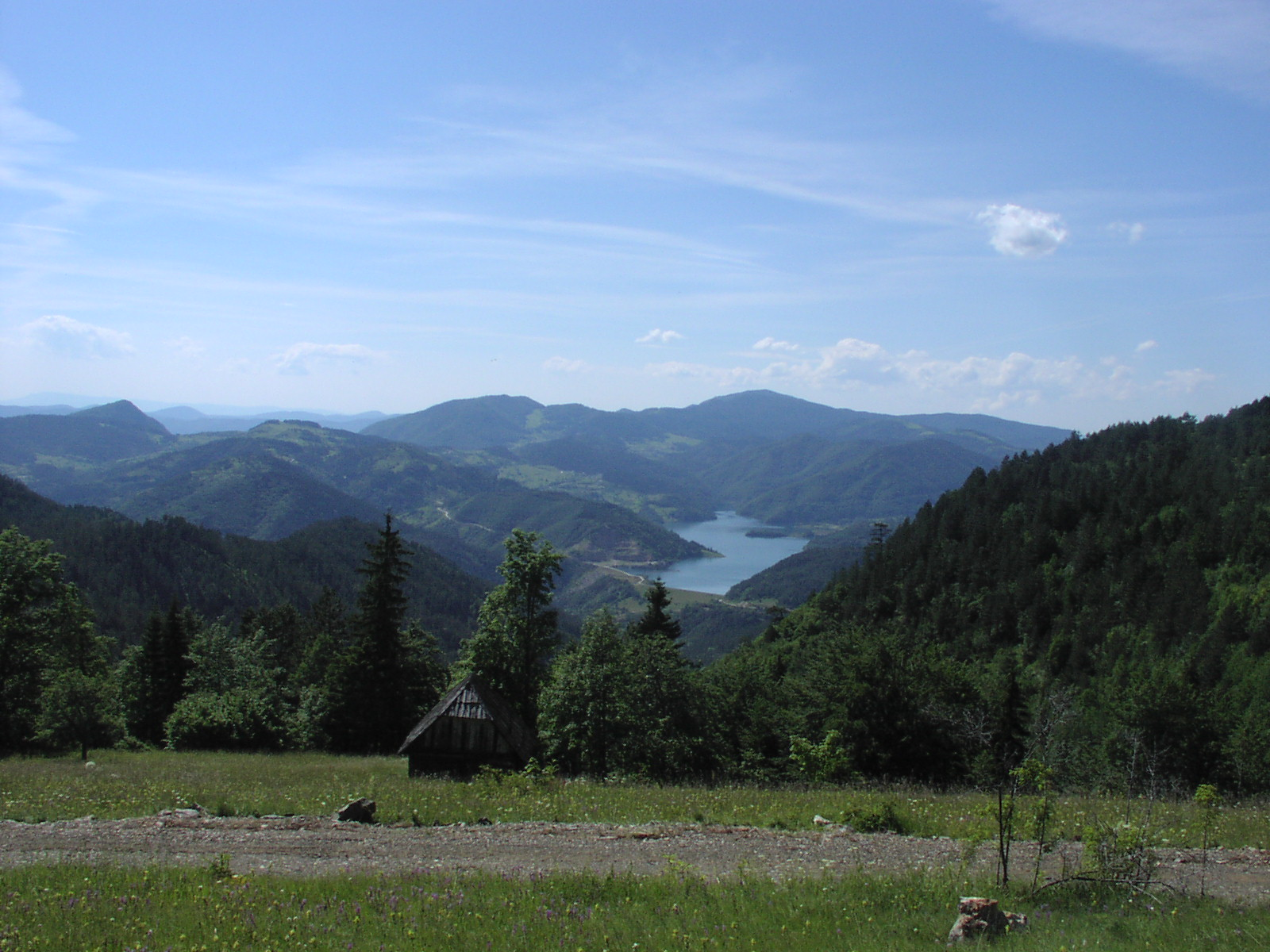
Le lac de Perućac

Le parc national de Tara, créé le 13 juillet 1981 s'étend sur les monts Tara et Zvijezda, dans une large boucle que forme la Drina ; classé dans la catégorie II de l'Union internationale pour la conservation de la nature (UICN), celle des « aires protégées gérées principalement dans le but de protéger les écosystèmes et à des fins récréatives », il couvre une superficie d'environ 192 km2, à une altitude comprise entre 1 000 et 1 500 m ; l'administration du parc est située dans la ville de Bajina Bašta.
En raison de sa richesse en avifaune, la plus grande partie du massif est également considérée comme une zone importante pour la conservation des oiseaux (en anglais : Important Bird Area, en abrégé : IBA ; en français abrégé : ZICO). La zone de protection couvre une superficie de 360 km2, dont 70 % sont couverts de forêts.
À l'intérieur même du parc de Tara, ou dans ses environs immédiats, plusieurs secteurs font l'objet d'une protection et d'un classement particuliers :
| Nom                 | Statut Catégorie UICN   | Année de création | Superficie km2 | Coordonnées                        |
| ------------------- | ----------------------- | ----------------- | -------------- | ---------------------------------- |
| Klisura Dervente    | Réserve naturelle IV    | 1er janvier 1996  | 20,09          | 43° 57′ 00″ N, 19° 21′ 00″ E       |
| Bilo                | Réserve naturelle IV    | 1er janvier 1950  | 0,23           | 43° 55′ 00″ N, 19° 19′ 59″ E       |
| Ljuti breg          | Réserve naturelle Ib    | 1er janvier 1950  | 0,25           | 43° 55′ 00″ N, 19° 19′ 59″ E       |
| Zvijezda            | Réserve naturelle Ib    | 1er janvier 1971  | 250,2          | 43° 58′ 59″ N, 19° 15′ 00″ E       |
| Crveni potok        | Réserve naturelle Ib    | 1er janvier 1971  | 0,15           | 43° 55′ 00″ N, 19° 25′ 00″ E       |
| Pod Gorušicom       | Réserve naturelle IV    | 1er janvier 1950  | 0,12           |                                    |
| Račanska šljivovica | Réserve naturelle Ib    | 1er janvier 1957  | 0,18           | 43° 53′ 59″ N, 19° 30′ 00″ E       |
| Klisura Rače        | Réserve naturelle Ib    | 1er janvier 1996  | 0,18           | 43° 55′ 00″ N, 19° 30′ 00″ E       |
| Crvene stene        | Réserve naturelle Ib    | 1er janvier 1950  | 0,46           | 43° 55′ 00″ N, 19° 22′ 00″ E       |
| Perućac             | Réserve naturelle Ib    | 1er janvier 1996  | 1,90           | 43° 57′ 00″ N, 19° 22′ 59″ E       |
| Kadinjača           | Sanctuaire historique V | 1er janvier 1973  | 0,53           | 43° 54′ 41,45″ N, 19° 44′ 29,36″ E |

### Tourisme

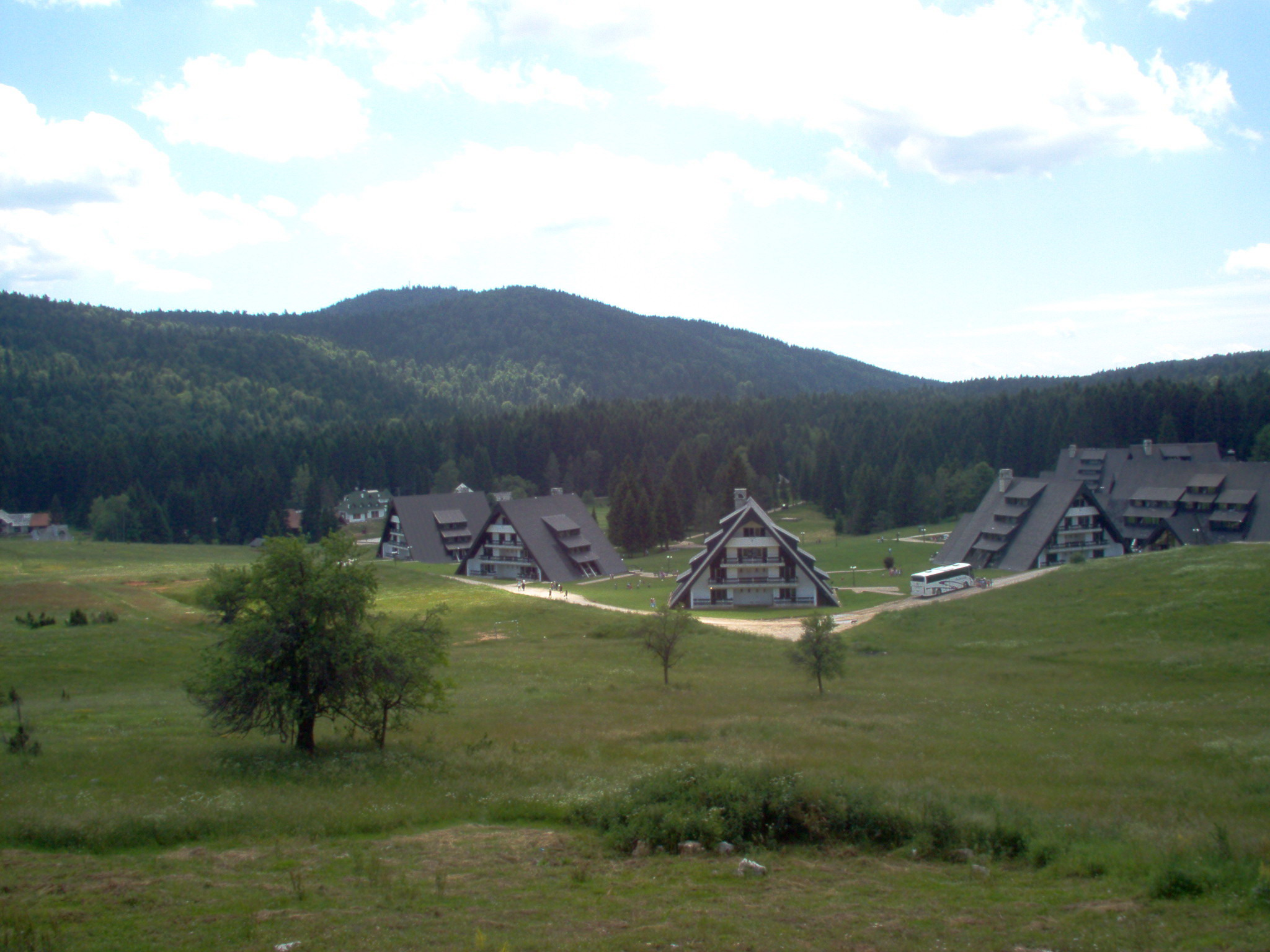
Mitrovac

Les monts Tara sont aménagés pour le tourisme. La ville de Bajina Bašta, située à proximité du massif, peut constituer un bon point de départ pour la visite de la région. Le village de Kaluđerske Bare, situé au sud-est du massif et à 16 km de Bajina Bašta, est un des centres touristiques de la région, avec quelques hôtels et restaurants, ainsi que quelques installations sportives. Le hameau de Mitrovac offre également des possibilités d'hébergement, mais il abrite surtout un important centre de vacances pour les enfants,. Situé à 5 km de Kaluđerske Bare, le hameau de Šljivovica constitue lui aussi un point de chute dans les monts Tara. À l'ouest du massif, la Maison de montagne Javor (en serbe : Planinski dom Javor), située à Predov krst offre aussi quelques chambres et constitue un centre d'excusion important du massif,. Il est également possible de pratiquer le camping, de loger chez l'habitant ou de louer des appartements et des maisons.

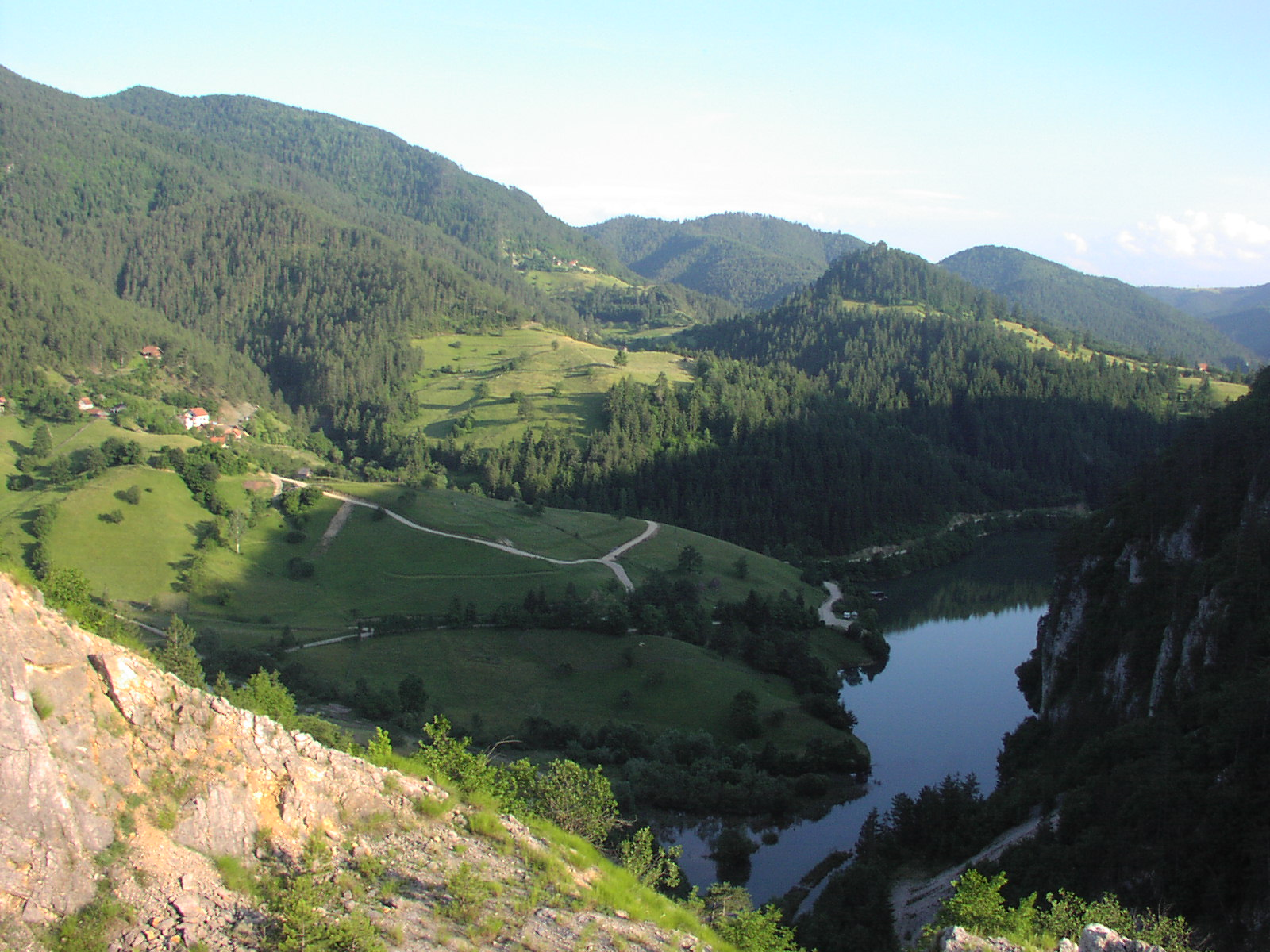
Le lac de Perućac près de Đurici

Les monts eux-mêmes, et le parc national, constituent un des centres d'intérêt les plus importants du secteur, offrant aux visiteurs de nombreuses possibilités d'excursions, avec comme but principal les gorges de la Drina. Dix huit chemins de randonnée, entièrement balisés, sillonnent le parc naturel de Tara et forment un réseau de 100 km. De nombreux parcours prennent comme point de départ Mitrovac, comme le chemin qui passe par Krnja Jela et, après 10 km de marche, conduit au mont Zborište. À l'ouest du massif, la Maison de montagne Javor (en serbe : Planinski dom Javor), à Predov krst, constitue le point de départ de nombreux autres circuits ; un parcours passe à Bulibanovac et rejoint le mont Zborište, un autre passe par Manastirski stanovi (Kaluđerski stanovi) et rejoint le Monastère de Rača. Tous ces parcours, compris entre 3 et 18 km, sont en général considérés comme de difficulté moyenne. Les monts Tara sont également aménagés pour le cyclotourisme. La société publique NP Tara (« Parc national de Tara ») a créé le Projet Tarocikl qui gère et entretient 420 km de pistes cyclables, d'asphalte ou de graviers, organisées en 27 circuits,. Sur les chemins sillonnant Tara, des belvédères ont été aménagés. Celui de Banjska stena (43° 57′ 10″ N, 19° 23′ 58″ E), à 10 km de Mitrovac, situé à une altitude de 1 065 m, offre un vaste point de vue sur les gorges de la Drina et le lac de Perućac. Celui de Bilješka stena (43° 59′ 00″ N, 19° 18′ 00″ E) se trouve à 6 km de Predov krst ; situé à 1 225 m d'altitude, il offre un vaste panorama incluant la Drina, le lac de Perućac ; de ce belvédère, la vue s'étend jusqu'à Bajina Bašta. Parmi les autres belvédères importants figurent ceux de Kozja stena (962 m, 43° 56′ 41″ N, 19° 25′ 35″ E) et de Crnjeskovo (43° 55′ 30″ N, 19° 29′ 37″ E).

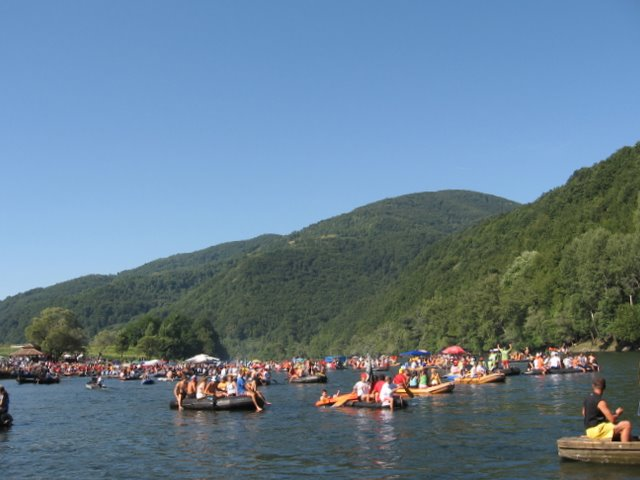
La Régate de la Drina, près de Ljubovija, au nord de Tara

Les sports nautiques sont également pratiqués à Tara, comme le rafting dans les gorges de la Drina ; le Rafting Klub Drinska regata de Ljubovija, organise également plusieurs régates, dont la Régate du Nouvel An (en serbe : Novogodišnja regata) et, en juillet, la Régate de la Drina (en serbe : Drinska regata) ; en 2008, cette dernière manifestation a rassemblé près de 16 000 personnes. Moins sportives, des promenades en bateau sont également possibles sur la rivière Drina et les lacs du massif. Les rivières et les lacs de Tara offrent également des possibilités pour les pêcheurs, notamment par l'intermédiaire de l'association OSR Mladica (en serbe : Organizacija sportskih ribolovaca Mladica), l'« Organisation des sports de pêche Mladica », dont le siège est à Bajina Bašta. Les forêts du massif, très giboyeuses, constituent un terrain privilégié pour les chasseurs.
Les monts Tara possèdent également un potentiel culturel certain, notamment avec des ruines romaines ou médiévales, les maisons traditionnelles en bois et, surtout, le Monastère de Rača. Géographiquement rattachés aux monts Zlatibor mais situé à proximité immédiate de Tara, quelques sites touristiques majeurs de l'ouest de la Serbie sont facilement accessibles aux visiteurs de Tara. Mokra Gora, située au sud du massif, est le point de départ d'une ligne de chemin de fer touristique, connue sous le nom de Huit de Šargan (en serbe : Шарганска осмица et Šarganska osmica) ; construite dans une zone particulièrement escarpée, la ligne tire son surnom du fait que, vue du ciel, elle ressemble à un « 8 ». Et, tout près de Mokra Gora, se trouve le village de Drvengrad, encore appelé Küstendorf, le « village en bois », construit de toutes pièces par le réalisateur Emir Kusturica dans le but de reconstituer un village serbe typique du XIXe siècle. Ces deux sites ont été popularisés par le film La vie est un miracle.

### Liens et documents
- (sr + en + de) Site officiel du parc national de Tara
- (sr + en) Page sur le parc national de Tara
- (en) Vue satellitaire des monts Tara (mont Zborište)
- (en) « The Tara National Park with the Drina River Canyon », sur whc.unesco.org, Site officiel de l'UNESCO (consulté le 2 septembre 2008)
- (sr) « drina-reka.com » (consulté le 9 septembre 2008) - Site sur la Drina et les activités qui y sont liées.

## Notes et références

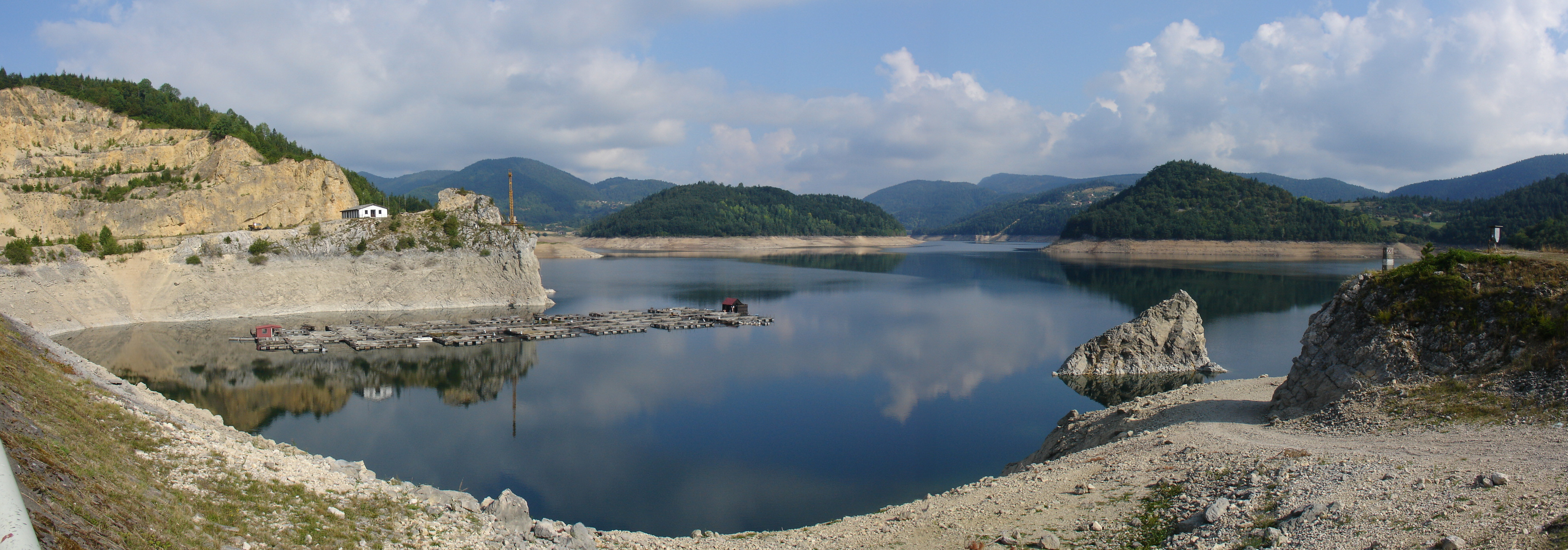
Le lac de Zaovine